# محمد ساقزلی
محمد ساقزلی (عربی: محمد الساقزلي؛ زاده ۱۸۹۲ – درگذشته ۱۴ ژانویه ۱۹۷۶) یک سیاستمدار و دیپلمات اهل لیبی بود.